# Chacina de Camocim
A chacina de Camocim foi uma chacina que ocorreu em 14 de maio de 2023 na cidade de Camocim, Ceará, quando o inspetor da Polícia Civil Antônio Alves Dourado matou quatro colegas na Delegacia Regional. Após cometer o crime, ele se entregou no quartel da Polícia Militar da cidade, onde foi preso.
Ele está detido preventivamente, aguardando julgamento, na Unidade Prisional Regional de Sobral (UP-Sobral).  

## Crime
Na madrugada de 14 de maio, Antônio Alves Dourado, que estava de folga, chegou à Delegacia Regional e atirou nos colegas. "Três foram mortos dentro da delegacia e um do lado de fora", reporta o portal g1. O portal Sobral On Line reporta que o réu "invadiu a delegacia pelos fundos e passou a disparar contra as vítimas, que dormiam após concluírem um flagrante". 
Após cometer o crime, ele foi para casa e gravou um vídeo onde falou sobre as razões de sua ação. Depois foi até o quartel da Polícia Militar da cidade e se entregou. 
Segundo a advogada do criminoso, ele estava "em estado de choque" e sem "condições de prestar esclarecimentos" depois de cometer o crime.

### Vítimas
- Antônio Claudio dos Santos: escrivão
- Antônio Jose Rodrigues Miranda: escrivão
- Francisco dos Santos Pereira: escrivão
- inspetor Gabriel de Souza Ferreira: inspetor

### Motivação
O réu alegou sofrer assédio moral e perseguição por parte dos colegas. 

## Investigações
Após o crime, durante as investigações, a família de Dourado disse que ele havia recebido um atestado por causa de problemas psicológicas, mas que o afastamento havia sido negado pelo delegado. A Polícia Civil, no entanto, negou ter recebido o documento. Uma psicóloga que havia atendido o réu relatou que havia recomendado descanso e acompanhamento psiquiátrico, mas que "em nenhum momento ele detalhou problemas pessoais ou profissionais", reporta o UOL. 
Uma desembargadora que em janeiro de 2024 ajudou a julgar um pedido de habeas corpus disse que ele "se apresentou de forma lúcida”, após o crime, pois o fato de ter algemado a si mesmo na hora de se entregar, seria "incompatível com alguém que não possui capacidade de autodeterminação ou de discernimento a respeito da ilicitude da sua conduta”. 

## Prisão e julgamento
Depois do crime, Dourado pegou uma viatura da corporação e saiu dirigindo até o quartel da Polícia Militar da cidade, onde se algemou à viatura e se entregou, tendo sido preso preventivamente. Ele foi transferido posteriormente para a Unidade Prisional Regional de Sobral (UP-Sobral)l, onde em julho de 2023 se envolveu em uma "ocorrência de vias de fato", tendo agredido seu colega de cela usando uma barra de ferro. 
Sua defesa tentou a suspensão da ação penal através de um habeas corpus, alegando insanidade mental, mas em janeiro de 2024 o ministro Edson Fachin do STF negou o recurso. 
Ele aguarda julgamente por quatro homicídios e também por tentativa de homícidio no incidente acontecido na prisão. 

## Reações
Em seu Twitter, o governador do Ceará, Elmano de Freitas, escreveu no dia do ocorrido que estava "absolutamente consternado diante do trágico episódio ocorrido na delegacia de Camocim, quando quatro policiais civis perderam a vida após ataque de um colega, segundo registro policial. Manifesto a minha solidariedade às famílias, amigos e profissionais da Segurança Pública do estado. O governo do Ceará dará todo o apoio necessário aos familiares das vítimas".
A Polícia Civil cearense emitiu uma nota, onde se le que  "neste momento de dor e tristeza, a Polícia Civil do Ceará reforça que todo o aparato da instituição encontra-se disponível para os familiares e amigos das quatro vítimas, que são homens honrados que tanto contribuíram no combate à criminalidade no Ceará".
O Sindicato dos Policiais Civis de Carreira do Estado do Ceará (Sinpol) também emitiu um comunicado, onde declarou que "infelizmente famílias estão devastadas e destruídas, são filhos que não terão mais seus pais, esposas que não encontrarão mais seus maridos e mães, que nesse dia tão significativo, não terão mais seus filhos para abraçar, beijar".
Já a prefeitura da cidade decretou luto oficial de três dias, junto a uma nota, onde se lê que as vítimas eram "honrados e respeitados policiais civis".